# Brassicastérol
Le brassicastérol est un stérol présent chez certaines algues unicellulaires (phytoplancton) ainsi que chez certaines plantes terrestres telles que le colza. Ce composé a été souvent utilisé comme biomarqueur de la présence d'algues marines dans l'environnement.